# 29. pehotna divizija (ZDA)
Za druge 29. divizije glejte 29. divizija.
29. pehotna divizija (izvirno angleško 29th Infantry Division) je bila pehotna divizija Kopenske vojske ZDA.

## Zgodovina
Divizija je bila prvotno sestavljena iz pripadnikov Kopenske nacionalne garde Virginije, Marylanda, Pensilvanije in Okrožja Kolumbija.